# Camilo Díaz Arias
Camilo Díaz (Cartagena, Bolívar, Colombia, 2 de agosto de 1997) es un futbolista colombiano que juega como volante mixto.

## Trayectoria

### Barranquilla F. C.
Su primer club fue el Barranquilla Fútbol Club, donde hizo su debut en el año 2015.

## Clubes
| Club               | País                 | Año         |
| ------------------ | -------------------- | ----------- |
| Barranquilla F. C. | Colombia             | 2015 - 2018 |
| Junior             | Colombia             | 2019        |
| Águilas Doradas    | Colombia             | 2019        |
| Atlético Pantoja   | República Dominicana | 2020        |
| Destroyers         | Bolivia              | 2021        |

## Estadísticas
| Club                          | Temporada           | Liga  | Liga  | Copa Nacional | Copa Nacional | Copa Internacional | Copa Internacional | Total | Total |
| Club                          | Temporada           | Part. | Goles | Part.         | Goles         | Part.              | Goles              | Part. | Goles |
| ----------------------------- | ------------------- | ----- | ----- | ------------- | ------------- | ------------------ | ------------------ | ----- | ----- |
| Barranquilla F. C. · Colombia | 2015                | 8     | 1     | 3             | 0             | —                  | —                  | 11    | 1     |
| Barranquilla F. C. · Colombia | 2016                | 14    | 1     | 4             | 0             | —                  | —                  | 18    | 1     |
| Barranquilla F. C. · Colombia | 2017                | 17    | 1     | 2             | 0             | —                  | —                  | 19    | 1     |
| Barranquilla F. C. · Colombia | 2018                | 21    | 5     | 6             | 2             | —                  | —                  | 27    | 7     |
| Barranquilla F. C. · Colombia | Total               | 60    | 8     | 15            | 2             | —                  | —                  | 75    | 10    |
| Junior · Colombia             | 2019                | 1     | 0     | —             | —             | —                  | —                  | 1     | 0     |
| Junior · Colombia             | Total               | 1     | 0     | —             | —             | —                  | —                  | 1     | 0     |
| Águilas Doradas · Colombia    | 2019                | —     | —     | 1             | 0             | —                  | —                  | 1     | 0     |
| Águilas Doradas · Colombia    | Total               | —     | —     | 1             | 0             | —                  | —                  | 1     | 0     |
| Total en su carrera           | Total en su carrera | 61    | 8     | 16            | 2             | —                  | —                  | 77    | 10    |

## Palmarés

### Campeonatos nacionales
| Título          | Club   | País     | Año  |
| --------------- | ------ | -------- | ---- |
| Torneo Apertura | Junior | Colombia | 2019 |